# Renegade (Luftfahrt)

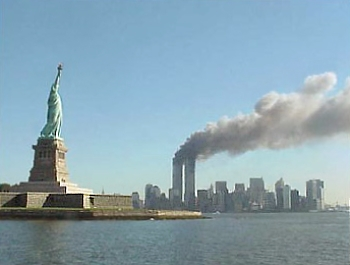
Freiheitsstatue in New York, im Hintergrund die Skyline der Stadt mit den Zwillingstürmen des World Trade Centers kurz nach den Anschlägen vom 11. September 2001

Der englischsprachige Begriff Renegade (engl. für abtrünnig, Überläufer) beschreibt im kriminalistischen Kontext ein fliegendes Verkehrsflugzeug, das im Verdacht steht, durch Luftpiraten als Waffe für einen terroristischen Angriff gegen Bodenziele verwendet zu werden.
Renegade-Fälle sind also spezielle Formen der Flugzeugentführung mit einer extrem hohen kriminellen Energie. Terroristen nutzen insbesondere die kinetische Energie des Flugzeuges und die Brennbarkeit des Kerosins, um die größtmögliche Wirkung auf das Objekt und eine hohe Anzahl an Opfern bei Passagieren, fliegendem Personal und den angegriffenen Personen am Boden zu erreichen.
Die offizielle Definition lautet in Deutschland wie folgt:

„Lage, in der die Vermutung, der Verdacht oder die Gewissheit bestehen, dass ein Luftfahrzeug aus terroristischen oder anderen Motiven als Waffe verwendet werden soll.“

Derartige Lagen zeichnen sich dadurch aus, dass das Leben und die körperliche Unversehrtheit zahlreicher Menschen wesentlich beeinträchtigt oder geschädigt werden können.
International etabliert hat sich der Begriff seit 2002 infolge der Terroranschläge am 11. September 2001 in den USA. Vorher wurde Renegade im englischen Sprachgebrauch zur Bezeichnung von Flugzeugentführung verwendet.

## Abwehr von Renegades in Deutschland
Die Abwehr und der eventuelle Abschuss eines Renegades liegt ausschließlich in nationaler Verantwortung. So ist die NATO nicht berechtigt, Entscheidungen zum Waffeneinsatz gegen Renegades zu treffen.
In Deutschland wurde im Oktober 2003 das Nationale Lage- und Führungszentrum für Sicherheit im Luftraum in der Gemeinde Uedem in Nordrhein-Westfalen eingerichtet, um den deutschen Luftraum vor solchen Bedrohungen zu schützen.
Dem Führungszentrum sind im Falle eines Renegade zwei im bayerischen Neuburg an der Donau und im ostfriesischen Wittmund stationierte Alarmrotten, bestehend aus Eurofighter-Kampfflugzeugen, unterstellt, die ständig startklar gehalten werden und innerhalb von 15 Minuten in der Luft sein können.
Ziel der Kampfflugzeuge ist es, in der Funktion als Abfangjäger zuerst das verdächtige Verkehrsflugzeug visuell zu identifizieren, und wenn möglich Funkkontakt mit den Entführern aufzunehmen. Sollten diese nicht reagieren oder die Aufforderung zu landen ignorieren, werden die Kampfflugzeuge versuchen, durch entsprechende Manöver das Flugzeug abzudrängen und zum Landen zu zwingen. Die letzte Warnung besteht aus dem Einsatz der Bordkanone in Form einer abgefeuerten Garbe (Warnschuss). Dazu positioniert sich das Jagdflugzeug links und etwas oberhalb des Cockpits neben das zivile Luftfahrzeug, damit der Waffeneinsatz gesehen und gehört werden kann. Das letzte Mittel gegen ein Renegade-Luftfahrzeug, der Abschuss des Verkehrsflugzeuges, ist in Deutschland gesetzlich derzeit nicht abgedeckt.
Der Paragraph 14 Abs. 3 des Luftsicherheitsgesetzes, der dem Bundesverteidigungsminister das Recht eingeräumt hätte, gemäß Artikel 35 des Grundgesetzes Renegade-Flugzeuge abschießen zu lassen, wurde nach einer Entscheidung des Bundesverfassungsgerichtes Anfang 2006 als nicht verfassungsgemäß erachtet. Zur Strafbarkeit des Abschusses eines Renegade-Flugzeugs siehe übergesetzlicher Notstand.

## Abwehr von Renegades in der Schweiz und Liechtenstein
Die Schweizer Luftwaffe ist zuständig für die Sicherheit des Schweizerischen und Liechtensteinischen Luftraumes. Der Luftraum wird während 24 h das ganze Jahr über mit dem FLORAKO Luftraumüberwachungssystem kontrolliert. Sie ist seit Januar 2021 mit zwei F/A-18 auf QRA 15 rund um die Uhr und an sieben Tagen die Woche einsatzbereit. Zeichnet sich ab, dass ein vermuteter Renegade eine Gefährdung darstellt, ist mit der Definition Notstand oder Notwehr ein Abschuss möglich. Der Abschussbefehl wird auf direktem Weg vom Verteidigungsminister oder dem Kommandanten der Luftwaffe via den CAD (Chief Air Defence) mitgeteilt, wobei der Kampfjetpilot die letzte Entscheidungsgewalt zum Waffeneinsatz hat, da er als erster eine Eskalation oder Deeskalation beurteilen kann. Nach Aufrufen auf der internationalen Notfrequenz und den ICAO-Standard-Kommunikationsmanövern setzt die Schweizer Luftwaffe als letzte Warnung vor einem möglichen Waffeneinsatz (sozusagen als „Schuss vor den Bug“) den Abschuss von gut sichtbaren Flares (Magnesiumleuchtfackeln) ein. Aufgrund von Staatsverträgen ist die Schweizer Luftwaffe berechtigt, in einem Renegadefall mit bewaffneten Kampfflugzeugen in die nationalen Lufträume der Nachbarstaaten einzudringen. Der Waffeneinsatz außerhalb des Schweizer Luftraums ist jedoch nicht erlaubt.